# Staurogyne stahelii
Staurogyne stahelii är en akantusväxtart som beskrevs av Cornelis Eliza Bertus Bremekamp. Staurogyne stahelii ingår i släktet Staurogyne och familjen akantusväxter. Inga underarter finns listade i Catalogue of Life.